# Alfa Romeo Castello
Pour les articles homonymes, voir Castello.
L'Alfa Romeo Castello (château en français) est le second SUV du constructeur italien Alfa Romeo, commercialisé à partir de 2020.

## Caractéristiques techniques
L'Alfa Romeo Castello repose sur la plateforme Giorgio, provenant de son aîné le Stelvio, mais dont l'empattement est allongé d'une vingtaine de centimètres, ceci permettant au Castello de recevoir 7 places.

### Motorisations
Le Castello devrait recevoir des mêmes motorisations issues du Stelvio et de la Giulia.
|                         | 2.2 Multijet  | 2.2 Multijet  | 2.2 Multijet Q4 | 2.0 Turbo MultiAir             | 2.0 Turbo MultiAir             | 2.9 V6 Quadrifoglio |
| ----------------------- | ------------- | ------------- | --------------- | ------------------------------ | ------------------------------ | ------------------- |
| Types moteurs           | Fiat Family B | Fiat Family B | Fiat Family B   | FCA Global Medium Engine (GME) | FCA Global Medium Engine (GME) | Ferrari F154        |
| Cylindrée               | 2 143 cm3     | 2 143 cm3     | 2 143 cm3       | 1 995 cm3                      | 1 995 cm3                      | 2 891 cm3           |
| Architecture            | 4 cylindres   | 4 cylindres   | 4 cylindres     | 4 cylindres turbo              | 4 cylindres turbo              | V6 bi-turbo à 90°   |
| Puissance maximale (ch) | 150           | 180           | 210             | 200                            | 280                            | 510                 |
| Boîte de vitesses       | BVM6 / BVA8   | BVM6 / BVA8   | BVA8            | BVA8                           | BVA8                           | BVM6 / BVA8         |